# Bametchetcha
Bametchetcha est un village situé dans l'arrondissement de Batié, département des Hauts-Plateaux dans la région Ouest du Cameroun. 

## Population
Lors du recensement de 2005, 1 037 habitants y ont été dénombrés.